# Zelman Cowen
Pour les articles homonymes, voir Cowen.
Sir Zelman Cowen, né à Melbourne le 7 octobre 1919 et mort à Melbourne le 8 décembre 2011, fut le dix-neuvième gouverneur général d'Australie

## Biographie
Il fit ses études à l'Université de Melbourne puis s'engagea dans la Marine australienne pendant la Seconde Guerre mondiale. Boursier Rhodes, il continua ses études au New Collège d'Oxford où il obtint son diplôme de droit civil et remporta le Vinerian Scholarship. De 1947 à 1950 il fut enseignant à l'Oriel College d'Oxford et conseiller du Commandement militaire britannique en Allemagne.
En 1951, Cowen retourna en Australie et devint doyen  de la Faculté de droit de l'Université de Melbourne, un poste qu'il occupa jusqu'en 1966. Pendant cette époque, il enseigna fréquemment comme professeur itinérant dans différentes universités américaines comme l'Université de Chicago, l'Université de l'Illinois et l'Université de Washington. Il fut aussi conseiller du Ministère des colonies britanniques en matière de droit constitutionnel et conseilla aussi les gouvernements du Ghana et de Hong Kong en matière de droit.¨Parmi ses nombreux autres travaux, il publia une biographie de Sir Isaac Isaacs, le premier gouverneur général d'Australie australien (et premier juif). 
Cowen fut nommé vice-chancelier de l'Université de Nouvelle-Angleterre à Armidale en Nouvelle-Galles du Sud en 1966 et en 1970 il fut nommé vice-chancelier de l'Université du Queensland à Brisbane. À cette époque, il était considéré comme l'un des meilleurs spécialistes anglophones du droit constitutionnel. Il était professeur émérite de droit de l'université de Melbourne et professeur de droit de l'Université de Calcutta. Pendant cette époque, il fut confronté à des mouvements d'agitation dans son université du Queensland, mouvements de protestation contre la guerre du Viêt Nam qu'il sut gérer avec une diplomatie remarquable.
Quand Sir John Kerr démissionna de son poste de gouverneur général en 1977, le Premier Ministre Malcolm Fraser offrit le poste à Cowen. Il était en quelque sorte le candidat idéal. C'était un Australien célèbre internationalement, aux qualifications professionnelles au-dessus de tout soupçon et qui n'avait jamais fait état de ses opinions politiques. De plus le fait qu'il soit juif lui donnait un aspect multiculturel qui collait bien au sentiment australien de l'époque.
Cowen occupa le poste cinq ans et réussit à restaurer la dignité et le respect de la fonction qui avait été mise à mal par son prédécesseur. Fraser fut Premier Ministre pendant toute cette époque et il n'y eut pas de différend majeur entre eux.
De 1982 à 1990 Cowen fut doyen de l'Oriel College à Oxford. Après sa démission, il retourna en Australie et devint membre actif de la communauté juive de Melbourne, où il habite toujours. Il s'intéressa à d'autres activités notamment en faisant partie pendant cinq ans de la direction des journaux de Fairfax (dont trois ans comme directeur) pendant une période difficile pour la société et en étant le patron du St Kilda football club. En 1999, pendant la période de débats sur un état australien républicain, il soutint une position républicaine modérée.

## Distinctions
- Chevalier, 1976[1]
- Chevalier grand-croix de l'Ordre de Saint-Michel et Saint-Georges (GCMG), 1977[2]
- Chevalier de l'Ordre d'Australie (AK), 1977[3]
- Chevalier grand-croix de l'Ordre royal de Victoria (GCVO), 1980[4]
- Médaille du Centenaire (Centenary Medal), 2001[5]